# كولوبنط بوشناني
كولوبنط بوشناني (الاسم العلمي:Colobanthus buchananii) هو نوع من النباتات يتبع جنس الكولوبنط من الفصيلة القرنفلية.